# Ceratempis
Ceratempis is een geslacht van insecten uit de familie van de dansvliegen (Empididae), die tot de orde tweevleugeligen (Diptera) behoort.

## Soort
- C. longicornis Melander, 1928